# Bois-l’Évêque
Bois-l’Évêque ist eine französische Gemeinde mit 616 Einwohnern (Stand 1. Januar 2022) im Département Seine-Maritime in der Region Normandie. Sie gehört zum Arrondissement Rouen sowie zum Kanton Le Mesnil-Esnard.

## Geographie
Bois-l’Évêque liegt rund sieben Kilometer östlich von Rouen an der N31 im Pariser Becken. Durch den Ort führt die Départementsstraße D53. Die Nachbargemeinden sind
- Servaville-Salmonville im Norden,
- Martainville-Épreville im Osten,
- Bois-d’Ennebourg im Süden,
- Saint-Jacques-sur-Darnétal im Westen und
- Préaux im Nordwesten.

## Bevölkerungsentwicklung
| Jahr      | 1968 | 1975 | 1982 | 1990 | 1999 | 2006 | 2016 |
| Einwohner | 175  | 202  | 260  | 290  | 368  | 495  | 531  |